# Montsûrs (2019)
Montsûrs è un comune francese di 3 314 abitanti situato nel dipartimento della Mayenne nella regione dei Paesi della Loira.

## Storia
È nato il 1º gennaio 2019 dalla fusione di Deux-Évailles, di Montourtier, di Saint-Ouën-des-Vallons e di Montsûrs-Saint-Céneré, già frutto della fusione di Montsûrs e di Saint-Céneré.
Il territorio comunale è attraversato dal fiume Jouanne.

## Amministrazione
| Periodo        | Periodo         | Primo cittadino | Partito       | Carica  | Note |
| -------------- | --------------- | --------------- | ------------- | ------- | ---- |
| 4 gennaio 2019 | 15 gennaio 2019 | Jean-Noël Ravé  | Divers droite | Sindaco |      |